# Нові Хоменки
Нові́ Хоме́нки — село в Україні, у Джуринській сільській громаді Жмеринського району Вінницької області. Населення становить 308 осіб.
Перейменовано згідно з Постановою Верховної Ради України № 1374-VIII від 19 травня 2016 року, яка набрала чинності 3 червня 2016 року.

## Населення

### Мова
Розподіл населення за рідною мовою за даними :
| Мова       | Кількість | Відсоток |
| ---------- | --------- | -------- |
| українська | 307       | 99.68%   |
| російська  | 1         | 0.32%    |
| Усього     | 308       | 100%     |